# 塞繆爾·斯邁爾斯

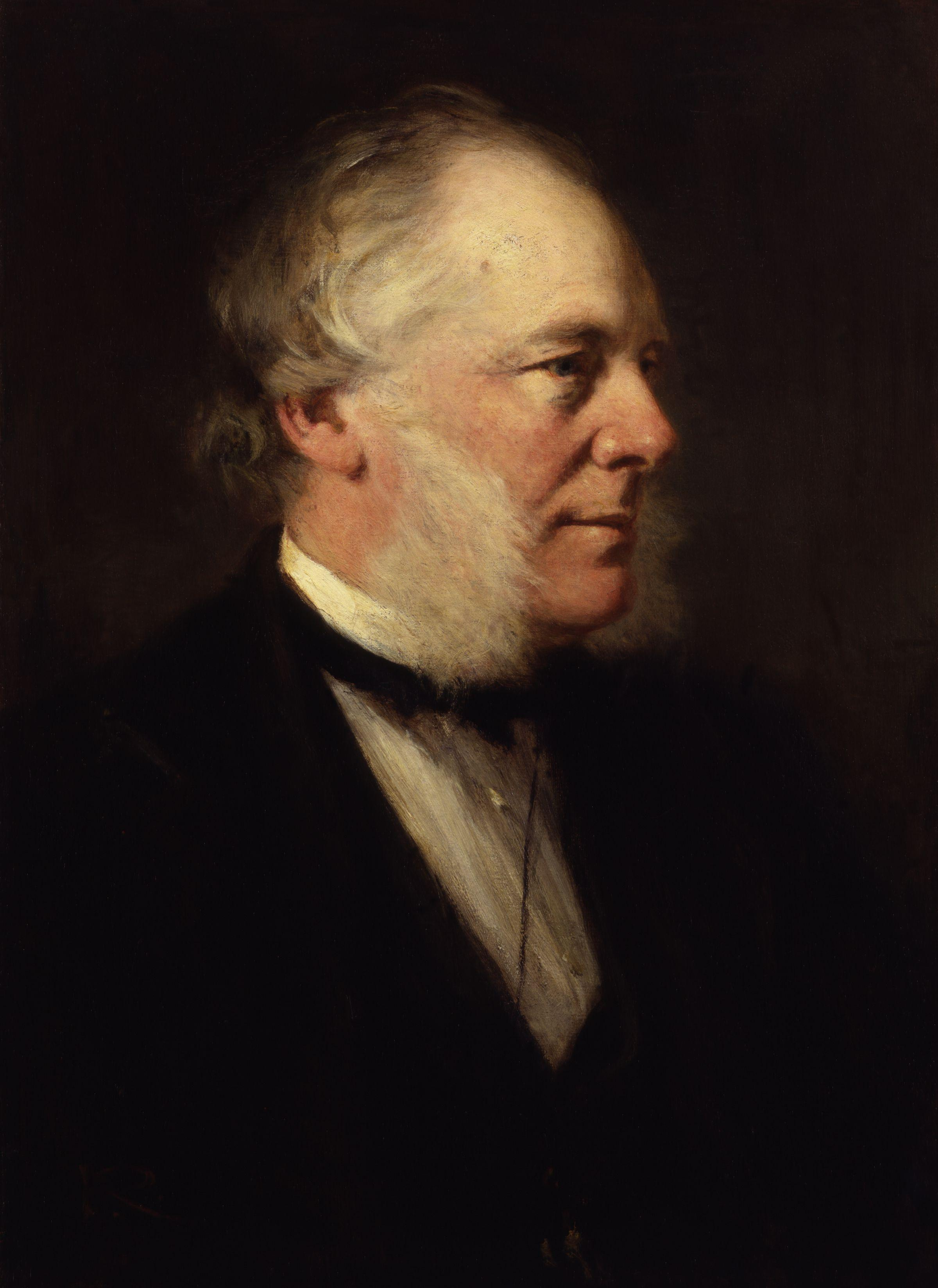
塞繆爾·斯邁爾斯

塞繆爾·斯邁爾斯（英語：Samuel Smiles，1812年12月13日—1904年4月16日）是英國蘇格蘭作家與政府改革者。他曾經參與憲章運動，並稱新態度比新法律更能讓憲章運動有更多成果。他的文學創作自勵提倡節儉、並宣稱貧窮絕大部分源自於不負責任的態度；書中也抨擊物質主義與自由放任政府；這本書被稱為維多利亞時代中期的聖經，並讓斯邁爾斯一夜成名。

## 學歷
1826年塞繆爾·斯邁爾斯在蘇格蘭哈丁敦當地學校畢業。1829年斯邁爾斯在愛丁堡大學研讀醫學，並對政治產生興趣。

## 著作

### 自助系列
- 自勵，1859
- 品格，1871
- 節儉，1875
- 責任，1880
- 生活與勞動，1887

自勵一書起源於塞繆爾·斯邁爾斯在1845年3月獲得 Mutual Improvement Society 邀約進行的演講，並以勞工的教育一文出版。1855年間塞繆爾·斯邁爾斯向英國出版社羅德里奇要求出版自勵一書遭到拒絕，隨後在1859年自行出版，並且支付英國出版商約翰·默里公司10%的佣金。本書出版後第一年銷售達到20,000冊，在塞繆爾·斯邁爾斯過世時銷售量達到250,000冊。